# Малое Сартово
Малое Сартово — деревня без постоянного населения в Даниловском районе Ярославской области РФ. Находится в 31 км от Данилова по автомобильной дороге Данилов — Шаготь. 
В 500 метрах от Малого Сартова располагается деревня Большое Сартово.
Постоянное население проживало в деревне вплоть до урагана 9 июня 1984 года, который затронул и Малое Сартово. В итоге Малое Сартово было полностью уничтожено и больше не восстанавливалось, а все его жители переселились в Большое Сартово.
Почтовый индекс: 152092